# Моята молитва (албум)
Вижте пояснителната страница за други значения на Моята молитва.
Моята молитва е единадесетият студиен албум на рок група Епизод, издаден през 2012 година. Състои се от 10 песни, които са по стихове на Христо Ботев, Стефан Стамболов, Владимир Висоцки, Александър Пушкин и Симеон Христов (баскитарист на групата), а две от тях са български народни песни с рок аранжимент. В албума участват като гост-изпълнители народните певци Даниела Величкова и Илия Луков, Звезди от група „Ахат“, цигуларят Никола Ваклинов и кавалджията Кирил Бележков.

## Песни
1. Моята молитва – 4:45
2. Бащин съвет – 3:44
3. Гугутка гука – 4:04
4. Император – 2:27
5. Еленко моме – 2:30
6. Покаяние – 4:33
7. Аз не обичам – 3:52
8. Тука се родих – 3:58
9. Зимна вечер – 3:23
10. За прошка моля всички аз – 3:42

1. „Моята молитва“
Заглавната песен е по музика на Симеон Христов (баскитарист на групата, както и автор на музиката на почти всички песни) и по последните, неизползвани дотогава от „Епизод“ стихове на Христо Ботев от по-значимото му творчество. Започва и завършва с църковен хор – комбинация, получила преди време признание от британската медия ББС.
2. „Бащин съвет“
Това е първата песен на „Епизод“ по музика на Васил Бележков (китарист и клавирист на групата), както и първата по текст на българския революционер и държавник Стефан Стамболов. Тя е в неравноделния размер 11/8. След като музиката е завършена, Симеон Христов редактира оригиналния текст до съвременния му вариант в песента.
3. „Гугутка гука“
Тази народна песен, станала популярна в изпълнение на Гюргя Пинджурова, е записана в албума от народната певица Даниела Величкова (участвала и в предишни албуми на „Епизод“) и някои от почитателите на групата я помнят от филма „Завръщане“ на Симеон Христов (на който той е продуцент, сценарист и режисьор). В сегашния аранжимент са включени инструментите кавал (записан от Кирил Бележков, брат на китариста Васил) и цигулка (записана от Никола Ваклинов, познат ни като автор на песни от фестивала „Пирин фолк“ в началото на 90-те години).
4. „Император“
Песента е по музика на С. Христов и стихове на Радко Радков (1940 – 2009) – съвременен поет и драматург, който е автор на половината стихове в албума „Св. Патриарх Евтимий“, както и на песента „Аспарух – Земя завинаги“. Сюжетът отново е свързан с историческите събития от края на 7 век, а въпросният император от песента е самият Константин IV Погонат, който иска да прогони някакво „варварско племе“ от земите на Източната Римска Империя. Само че този народ си извоювал правото върху тези земи, където е и до днес, 13 – 14 века по-късно. В песента гост-певец е Звезди от група „Ахат“.
5. „Еленко моме“
Тази народна песен, която е част от репертоара на сестри Бисерови, в албума на „Епизод“ е изпълнена от Илия Луков. В записа са съчетани тежки метъл рифове с партии на народния инструмент тамбура, записани от китариста Васил Бележков.
6. „Покаяние“
Тази песен в оригинал се казва „И капает кровь“ и е по музика на Павел Колесник (певец на легендарната руска група Август) и текст на Сергей Романов. По случай 30-годишния юбилей на група „Август“ са поканени различни групи да запишат техни песни в сборен албум и българската група „Епизод“ е една от тях. Българският текст е написан от Симеон Христов. „Епизод“ получава разрешение да включи тази песен и в своя албум.
7. „Аз не обичам“
Песента е по стихове на руския поет и актьор Владимир Висоцки (преведени на български от Румен Леонидов) и музика на С. Христов.
8. „Тука се родих“
Песента е по музика и текст на Симеон Христов и е аранжирана почти изцяло с партии на класическа китара.
9. „Зимна вечер“
Тази песен е по музика на С. Христов и стихове на Александър Пушкин, които всяко руско дете изучава още в ранна възраст. Написана е в неравноделния размер 9/8 и също е записана от народния певец Илия Луков.
10. „За прошка моля всички аз“
Песента е по музика на С. Христов и стихове на френския средновековен поет Франсоа Вийон, към които групата се завръща отново след близо 12-годишно прекъсване (от албумите „Молете се...“ и „Дошло е време“).

## Рускоезична версия
През март 2013 г. албум със същото заглавие е записан и на руски език.  В изданието са включени част от тези 10 песни плюс някои от старите песни на групата като „Последен марш“, „Батак“, „Хаджи Димитър“, „О, Шипка!“, както и композицията „100 каба гайди“.
В песента „Воспоминание“ гост-вокалист е Павел Колесник от група Август.

## Изпълнители
„Епизод“ 
- Емил Чендов – вокал
- Васил Бележков – електрическа и класическа китари, клавишни, тамбура
- Симеон Христов – бас китара
- Деян Александров – барабани

 гост-изпълнители 
- Даниела Величкова – вокал
- Илия Луков – вокал
- Звездомир Керемидчиев – вокал
- Никола Ваклинов – цигулка
- Кирил Бележков – кавал